# Référendum sur la Collectivité territoriale d'Alsace

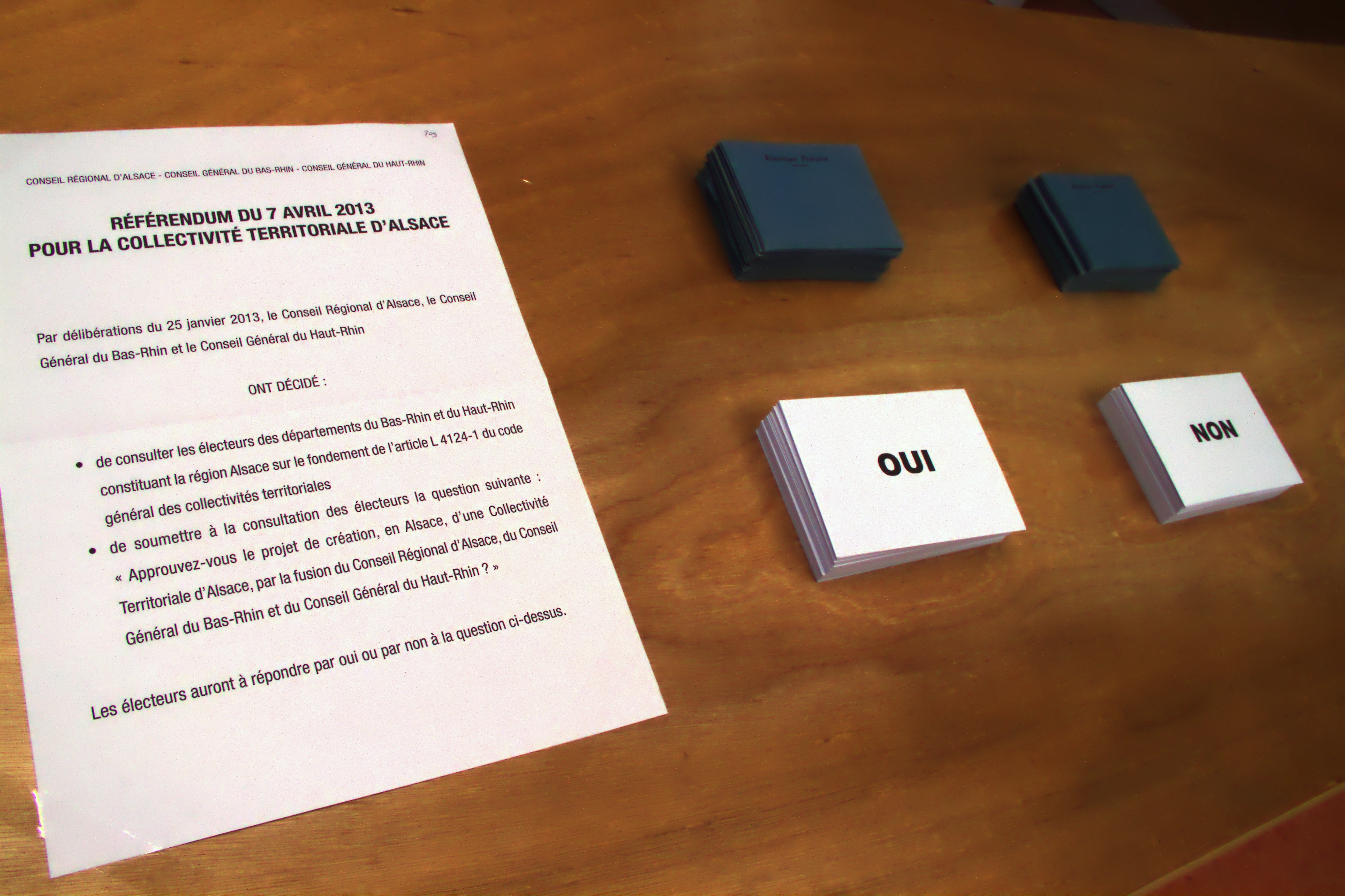
Bulletins de vote pour le référendum sur la Collectivité territoriale d'Alsace du 7 avril 2013.

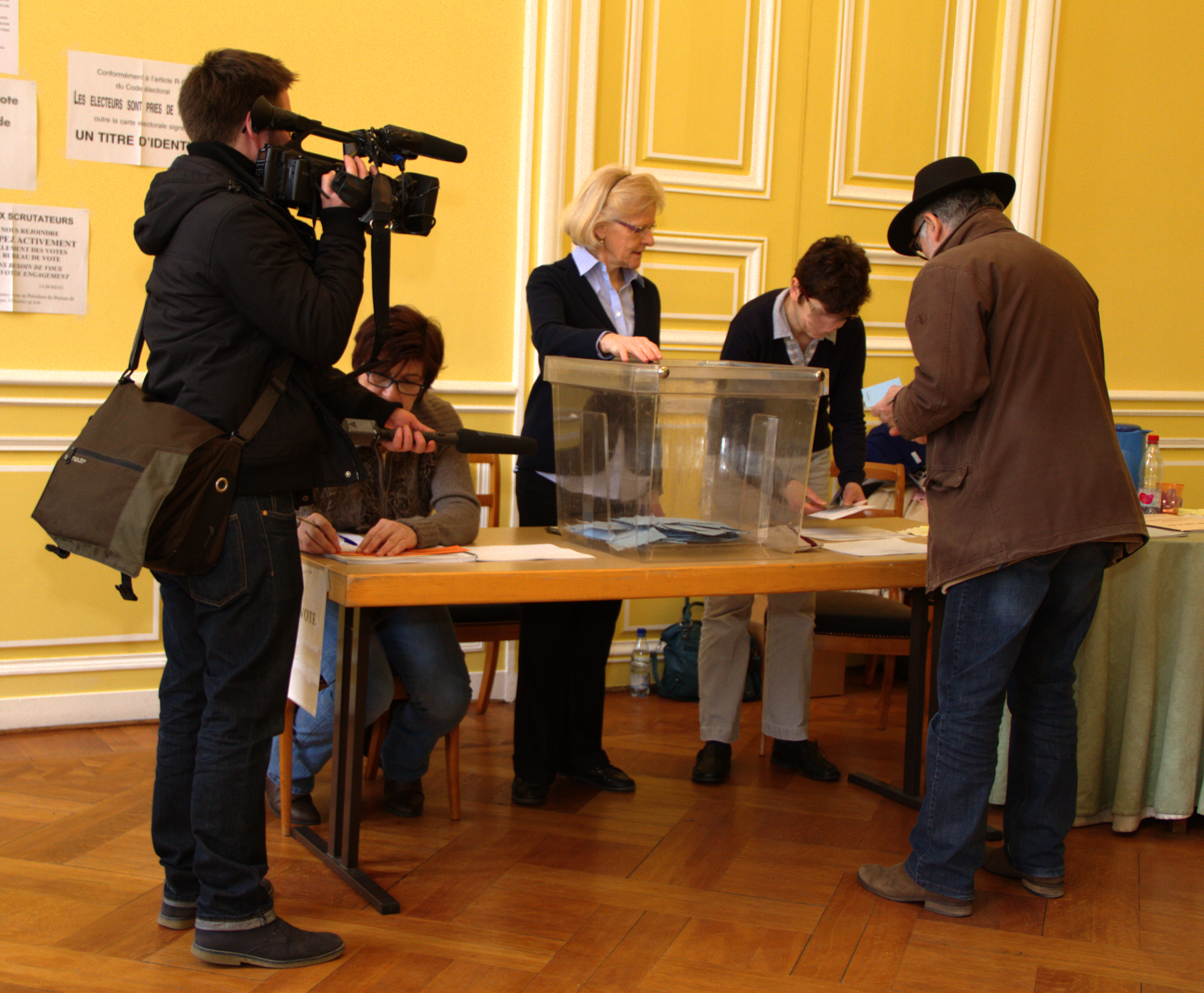
Déroulement du scrutin à l'hôtel de ville de Strasbourg lors du référendum.

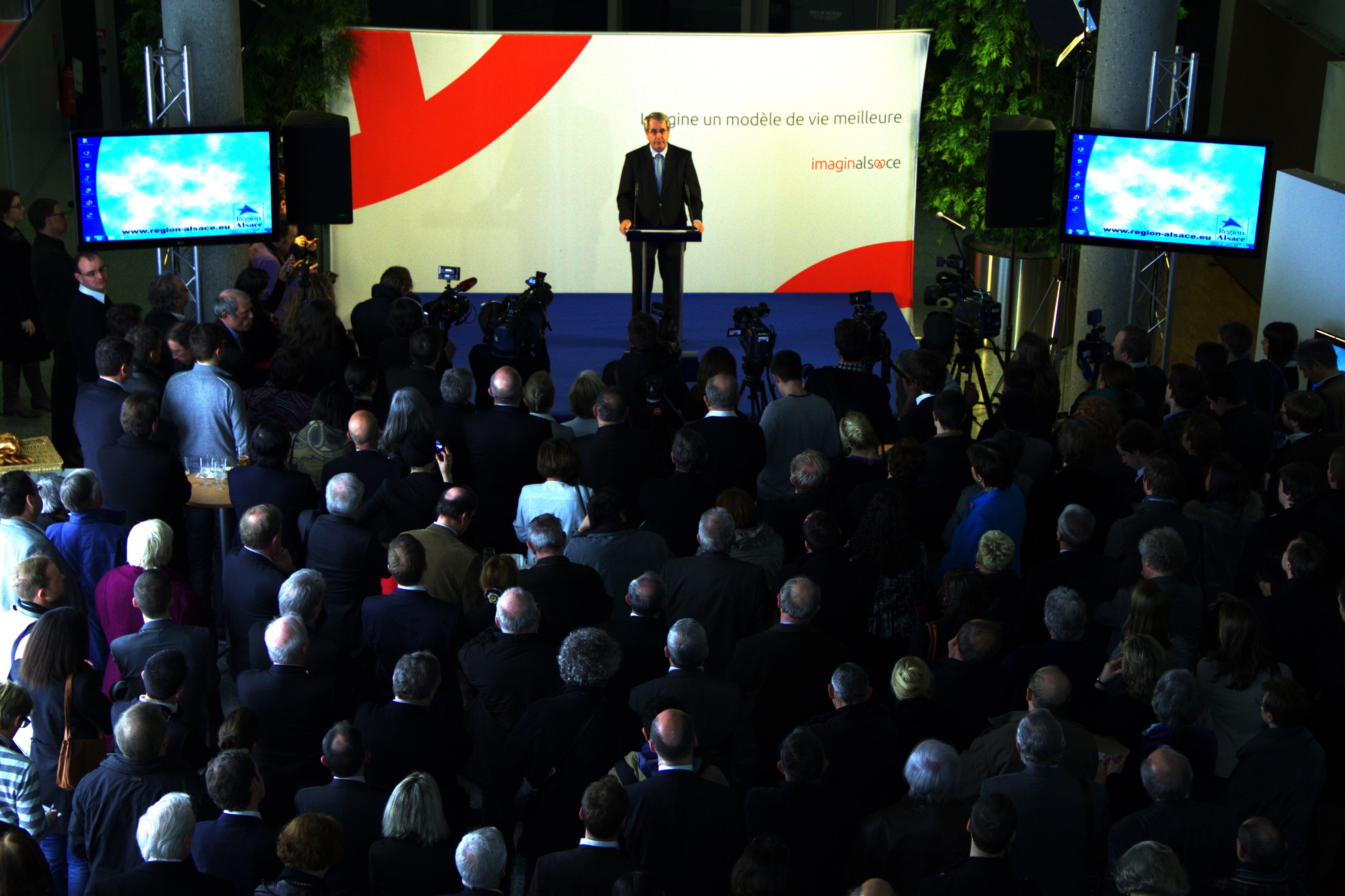
Philippe Richert lors de la soirée des résultats du référendum.

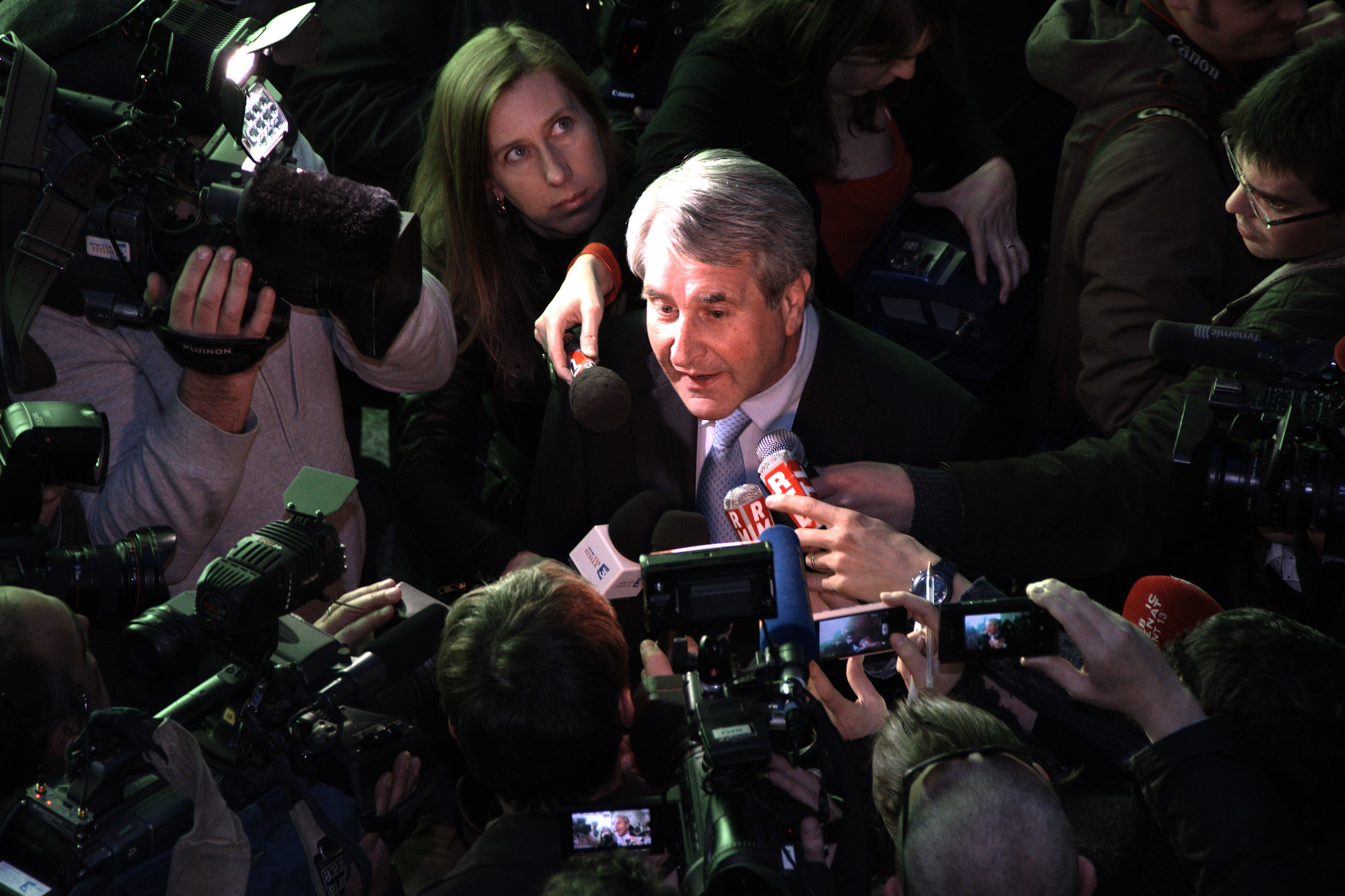
Philippe Richert face à la presse lors de la soirée des résultats du référendum.

Le référendum sur la Collectivité territoriale d'Alsace est un référendum qui s'est déroulé le dimanche 7 avril 2013 en Alsace,,,. Cette consultation a eu pour objectif la création d'une nouvelle collectivité territoriale unique, la Collectivité territoriale d'Alsace, par fusion de la région Alsace et des conseils généraux des Bas-Rhin et Haut-Rhin,,,,,,,,. Bien que le oui soit globalement majoritaire (à 57,65 %), les conditions nécessaires à l'approbation du projet ne sont pas remplies. En effet, pour l'emporter, le « oui » devait,  dans chacun des deux départements, recueillir plus de 50 % des suffrages exprimés et au moins 25 % des voix des électeurs inscrits sur les listes électorales. D'une part, le projet est rejeté par une majorité d'électeurs (55,74 %) du Haut-Rhin, à la surprise de certains analystes et de la presse locale, laquelle un mois avant le scrutin produisait un sondage estimant que 71 % des électeurs haut-rhinois étaient en faveur du oui. D'autre part, dans le Bas-Rhin, le « oui », bien que majoritaire, ne concerne que 22,90 % des inscrits.

## Question
« Approuvez-vous le projet de création, en Alsace, d'une Collectivité territoriale d'Alsace, par fusion du Conseil régional d'Alsace, du Conseil général du Bas-Rhin et du Conseil général du Haut-Rhin ? »

## Appels au vote

### Partis
Par importance aux élections du conseil régional d'Alsace.
Note : Il s'agit de positions exprimés officiellement par le bureau national mais il existe des divergences au sein de chacun de ces mouvements.
Oui
- Union pour un mouvement populaire
- Europe Écologie Les Verts
- Mouvement démocrate
- Unser Land
- Alsace d'abord
- Union des démocrates et indépendants

Non
- Front national, officiellement à compter du 11 mars[16]
- Front de gauche (dont Parti de gauche et Parti communiste français)[17]
- Nouveau Parti anticapitaliste[18]
- Debout la République[19]
- Mouvement républicain et citoyen[20],[21]
- Union populaire républicaine[22]

Pas de position
- Parti socialiste
  - PS 68 et élus indépendants – Alsace[23] : oui
  - Intergroupe élus socialistes et républicains d'Alsace[23] : non

### Personnalités politiques
Par ordre alphabétique
- Pour  : François Bayrou[24] (MoDem), André Bord[25] (ex-RPR), Charles Buttner[26] (UMP), Jean-François Copé[27] (UMP), Jacques Fernique[28] (EELV), Laurent Furst[29] (UMP), Henri Goetschy[30] (MoDem), Daniel Hoeffel[31] (DVD), Guy-Dominique Kennel[32] (UMP), Hervé Morin[33] (NC), Philippe Richert[34] (UMP), Jo Spiegel[35] (PS), Yann Wehrling[36] (MoDem).

- Contre  : François Asselineau (UPR), Martine Binder[37] (FN), Nicolas Dupont-Aignan[38] (DLR), Nicolas Chevalier-Roch (DLR)[39], Pierre Freyburger[40] (PS), Constant Goerg[41] (parti ?), Pierre Laurent[42] (PCF), Marine Le Pen[43] (FN), Jean-Luc Mélenchon[44] (PG), Gilbert Meyer[45] (UMP), Raphaël Nisand[46] (PS).

### Le débat sur internet
Comme en 2005, lors du referendum sur le Traité Constitutionnel Européen, la toile a pris une importance considérable dans l'information et le choix des électeurs, par le biais des réseaux sociaux et de nombreux blogs engagés pour le oui ou pour le non. Cette importance a pourtant été sous-estimée par les responsables médiatiques et politiques, ce qui explique grandement le différentiel exposé ci-dessus entre les chiffres des sondages et le résultat des urnes. 
- Le blog referendum.alsace[47], tenu par Mathieu Lavarenne, président du Cercle Républicain 68 "Edouard Boeglin"[48] et conseiller municipal indépendant à Mooslargue (68), a connu une augmentation exponentielle de sa fréquentation, jusqu'à dépasser les 1000 visiteurs par jour (plus de 3200 le jour du scrutin) et atteindre un total cumulé de 22000 visiteurs uniques en quelques semaines[49]. Ce blog, alimenté par de nombreuses infographies[50], a notamment été référencé comme "blog du non" par le journaliste Olivier Bost sur le site internet de France Info[51], tout en ayant été négligé par la presse régionale[52]. Il a été choisi par l'universitaire alsacien Georges Bischoff pour y exprimer sa position pour le non[53]. L'auteur du blog a été contacté par Bernard Notter, vice-président du Conseil Général du Haut-Rhin (UMP), pour publier une tribune pour le non refusée par la presse locale[54]. Le conseiller général Raphaël Nisand (PS) y a aussi lancé un appel au débat public et contradictoire, sans succès, afin de trouver un contradicteur parmi les hommes politiques alsaciens dans le secteur de Mulhouse[55]. Le blog a aussi été le support d'une lettre ouverte à la présidente de l'Université de Haute-Alsace, relativement au traitement déséquilibré des points de vue[56].
- Le site J'aime l'Alsace, Je vote NON[57],[58],[59], tenu par le collectif transpartisan mené par Nicolas Chevalier-Roch et rassemblant des responsables politiques de droite comme de gauche.

## Résultats

### Conditions
Pour l'emporter, le « oui » doit recueillir plus de 50 % des suffrages exprimés et au moins 25 % des voix des électeurs inscrits sur les listes électorales dans chacun des deux départements alsaciens (soit 188 027 voix dans le Bas-Rhin et 130 439 voix dans le Haut-Rhin). Les bureaux de vote sont ouverts jusqu'à 18 heures dans toute l'Alsace sauf à Strasbourg où ils ne ferment qu'à 20 heures.

### Résultats détaillés
| Choix             |          |          |          |          |           |           |           |           |         |         |          |          |
| Choix             | Bas-Rhin | Bas-Rhin | Bas-Rhin | Bas-Rhin | Haut-Rhin | Haut-Rhin | Haut-Rhin | Haut-Rhin | Alsace  | Alsace  | Alsace   | Alsace   |
| Choix             | Votants  | Votants  | Inscrits | Inscrits | Votants   | Votants   | Inscrits  | Inscrits  | Votants | Votants | Inscrits | Inscrits |
| Choix             | Voix     | %        | %        | Quorum   | Voix      | %         | %         | Quorum    | Voix    | %       | %        | Quorum   |
| ----------------- | -------- | -------- | -------- | -------- | --------- | --------- | --------- | --------- | ------- | ------- | -------- | -------- |
| Pour              | 172 137  | 67,53    | 22,08    | 25 %     | 83 266    | 44,26     | 15,96     | 25 %      | 255 403 | 57,62   | 20,05    | 25 %     |
| Contre            | 82 777   | 32,47    | 11,01    |          | 104 846   | 55,74     | 20,10     |           | 187 623 | 42,35   | 14,73    |          |
|                   |          |          |          |          |           |           |           |           |         |         |          |          |
| Votes exprimés    | 254 914  | 96,62    | 33,89    |          | 188 112   | 97,04     | 36,05     |           | 443 026 | 96,80   | 34,78    |          |
| Blancs et nuls    | 8 923    | 3,38     | 1,19     | 5 736    | 2,96      | 1,10      | 14 659    | 3,20      | 1,15    |         |          |          |
| Total des votants | 268 837  | 100,00   | 35,11    | 193 848  | 100,00    | 37,18     | 457 685   | 100,00    | 35,96   |         |          |          |
|                   |          |          |          |          |           |           |           |           |         |         |          |          |
| Abstentions       | 487 690  |          | 64,89    |          | 327 473   |           | 62,82     |           | 815 163 |         | 64,04    |          |
| Inscrits          | 751 527  | 100,00   | 521 321  | 100,00   | 1 272 848 | 100,00    |           |           |         |         |          |          |

### Bas-Rhin
| Pour 172 137 (67,53 %) |  |  | Contre 82 777 (32,47 %) |
| ▲                      |  |  |                         |
| Majorité absolue       |  |  |                         |

### Haut-Rhin
| Pour 83 266 (44,26 %) |  |  | Contre 104 846 (55,74 %) |
| ▲                     |  |  |                          |
| Majorité absolue      |  |  |                          |

## Remise en cause
Le résultat négatif du scrutin du mois d'avril a été remis en cause dès le mois de juillet 2013 dans le cadre du projet de loi concernant la « modernisation de l’action publique territoriale » et l’« affirmation des métropoles », avec l'amendement no 745 du député UMP Hervé Gaymard supprimant l'obligation de la consultation référendaire pour modifier la taille des collectivités territoriales. Après plusieurs rebondissements, la Commission mixte paritaire l'a finalement supprimé en décembre 2013. Mais le 25 juin 2014, un amendement du rapporteur Michel Delebarre (PS), adopté le 4 juillet, « supprime la consultation obligatoire des électeurs en cas de modification des limites des régions et des départements ainsi qu'en cas de fusion ». 
En Alsace, le 22 septembre 2014, les élus des deux conseils généraux et ceux du conseil régional votent à 101 sur 122 une motion pour le retour du conseil d'Alsace comme seule alternative à la réforme territoriale du gouvernement qui propose la fusion de l'Alsace, de la Lorraine et de la Champagne-Ardenne. 
Une manifestation aux revendications ambivalentes (contre la région Grand Est, mais aussi pour le conseil unique d'Alsace) est co-organisée par les élus régionaux le 11 octobre 2014, avec la mise en place d'un tarif TER unique à 5 € pour les manifestants, dans toute la région (le préfet a d'ailleurs annoncé qu'il engagerait son contrôle de légalité). Elle réunit 7 à 8 000 personnes selon les autorités et 10 à 20 000 selon les organisateurs (comme il n'y a pas eu de défilé, les chiffres étaient plus faciles à établir). Dans les débats du Sénat, qui s'est finalement prononcé pour une Alsace seule, la question du Conseil Unique d'Alsace est d'ailleurs revenue régulièrement sur la table.